# Casa Imbert
La Casa Imbert és un habitatge del municipi de Rubí (Vallès Occidental) protegit com a bé cultural d'interès local.

## Descripció
És una casa d'habitació d'estructura cúbica formada per planta baixa, pis i golfes. La façana, està arrebossada mitjançant motllos que imiten pedra. Les finestres tenen guardapols treballats imitant l'estil gòtic i en un capitell d'una finestra, hi ha un Sant Jordi de terra cuita.
Les vidrieres de les finestres i de la porta d'entrada, presenten temes florals i decoració de ferro forjat. Per sobre de l'últim pis s'aixeca el terrat, rematat per pinacles.

## Història
Els actuals propietaris van comprar la casa l'any 1916 quan era un hotel i la van reformar donant-li l'aspecte actual. La reforma va ser dirigida pel mateix propietari, Enrique Imbert i Cubas.